# Ivuna (Meteorit)
Ivuna ist ein Meteorit, der am 16. Dezember 1938 in der Nähe von Laela (8,4167° S, 32,4333° O), in der Verwaltungseinheit (englisch administrative ward) Ivuna im  Momba-Distrikt der (2016 eingerichteten) Region Songwe, Tansania, zu Boden fiel, wobei er in mindestens drei Bruchstücke mit einer Gesamtmasse von 705 Gramm (nach anderen Angaben 704 g) zersprang.
Der Fall wurde von Augenzeugen beobachtet.
Er wurde noch im Dezember 1938 geborgen und später (weiter) in eine Reihe von Proben aufgeteilt. Der Hauptteil der Bruchstücke bzw. Fragmente wird heute im Natural History Museum (NHM) in London aufbewahrt.
Ebenfalls in der Region Songwe, jedoch bei Vwawa im Distrikt Mbozi wurde 1930 der Mbozi-Eisenmeteorit gefunden.

## Klassifizierung
Der Ivuna-Meteorit ist Namensgeber (Typusexemplar) für die  kohlenstoffhaltigen (kohligen) Chondriten der Ivuna-Gruppe (CI), genauer CI1.
Die Typlokalität ist damit die Fundstelle in der Nähe von Laela in der Verwaltungseinheit (englisch administrative ward) Ivuna im  Momba-Distrikt der 2016 eingerichteten Region Songwe, Tansania.
Die kohligen Chondrite der Ivuna-Gruppe (CI) stellen das primitivste und am wenigsten differenzierte Material aus unserem Sonnensystem dar, das derzeit bekannt ist und sie daher auch zum geochemischen Standard macht.
CI-Meteoriten enthalten Elemente, die bei der Entstehung des Sonnensystems vor über vier Milliarden Jahren vorhanden waren, darunter neben Kohlenstoff auch Eisen. Außerdem enthalten diese Art von Meteoriten auch Wasser.
Untersuchungsergebnisse deuten darauf hin, dass sowohl der Asteroid Ryugu als auch die CI-Chondrite aus derselben Region des Weltraums – den Außenbezirken des Sonnensystems – stammen. Möglicherweise haben sie sogar denselben Mutterkörper.

## Aufbau/Mineralogie
Wie der Orgueil-Meteorit (ebenfalls vom Typ CI1) zeigt der Ivuna-Meteorit keine Calcium-Aluminium-Einschlüsse (CAIs) auf.
Der Meteorit enthält aber Magnetit und Magnesit.
Das wichtigste petrologische Merkmal von Chondriten des Typs CI1 ist allgemein das Fehlen erkennbarer Chondren. Nur kleine Chondrenfragmente und kalziumaluminiumreiche Einschlüsse (CAIs) kommen – wenn auch recht selten – vor.
Im Ivuna-Meteoriten wurden folgende extraterrestrische Aminosäuren identifiziert (in absteigender Reihenfolge ihres Anteils):
- β-Alanin (Beta-Alanin, β-Ala)
- Glycin (Gly)
- γ-Aminobuttersäure (GABA oder γ-ABA)
- d,l-β-Aminobuttersäure (d,l-BABA oder d,l-β-ABA)[7]
- l-Glutaminsäure (l-Glu)

Es wird für möglich gehalten, dass das Wasser zuerst von Meteoriten aus der Ursprungsregion der CI-Meteoriten zur Erde gebracht wurde. Offenbar wurde auch organische Materie, insbesondere Aminosäuren, von solchen Meteoriten auf die Erde verbracht, zusätzlich zu dem Material, das auf der Erde selbst entstand (siehe Miller-Urey-Experiment).